# Essises
Essises ist eine französische Gemeinde mit 412 Einwohnern (Stand: 1. Januar 2022) im Département Aisne in der Region Hauts-de-France (frühere Region: Picardie). Die Gemeinde gehört zum Arrondissement Château-Thierry und ist Teil des Kantons Essômes-sur-Marne.

## Geographie
Die Gemeinde in der Naturlandschaft Omois westlich der Départementsstraße D1 und rund zehn Kilometer südlich von Château-Thierry liegt am Bach Ru du Dolloir, der in Chézy-sur-Marne in die Marne mündet.

### Nachbargemeinden
Essises ist umgeben von den Nachbargemeinden Chézy im Norden Nesles-la-Montagne, Viffort im Osten, Montfaucon im Süden sowie La Chapelle-sur-Chézy im Westen.

### Gemeindegliederung
Zu Essises gehören die Ortsteile Les Petites Noues, Marlevoux, Arrouard, Les Maisons, Les Caquerets, La Vacherie, Les Perdreaux. Le Point du Jour, Pompierre und Le Fayet.

## Geschichte
Der Ortsname hat sich aus dem gallo-römischen Asselum entwickelt. Der Weinbau fiel 1870 der Reblaus zum Opfer und wurde nicht wieder aufgenommen.

### Bevölkerungsentwicklung
| Jahr                      | 1962 | 1968 | 1975 | 1982 | 1990 | 1999 | 2009 | 2015 |
| Einwohner                 | 206  | 203  | 177  | 239  | 325  | 370  | 429  | 428  |
| Quelle: Cassini und INSEE |      |      |      |      |      |      |      |      |

## Sehenswürdigkeiten
- Die Kirche Saint-André wurde 1921 als Monument historique klassifiziert (Base Mérimée PA00115661).
- Zwei Waschhäuser, davon eines im Weiler Les Caquerets
- Kriegerdenkmal (Monument aux morts)

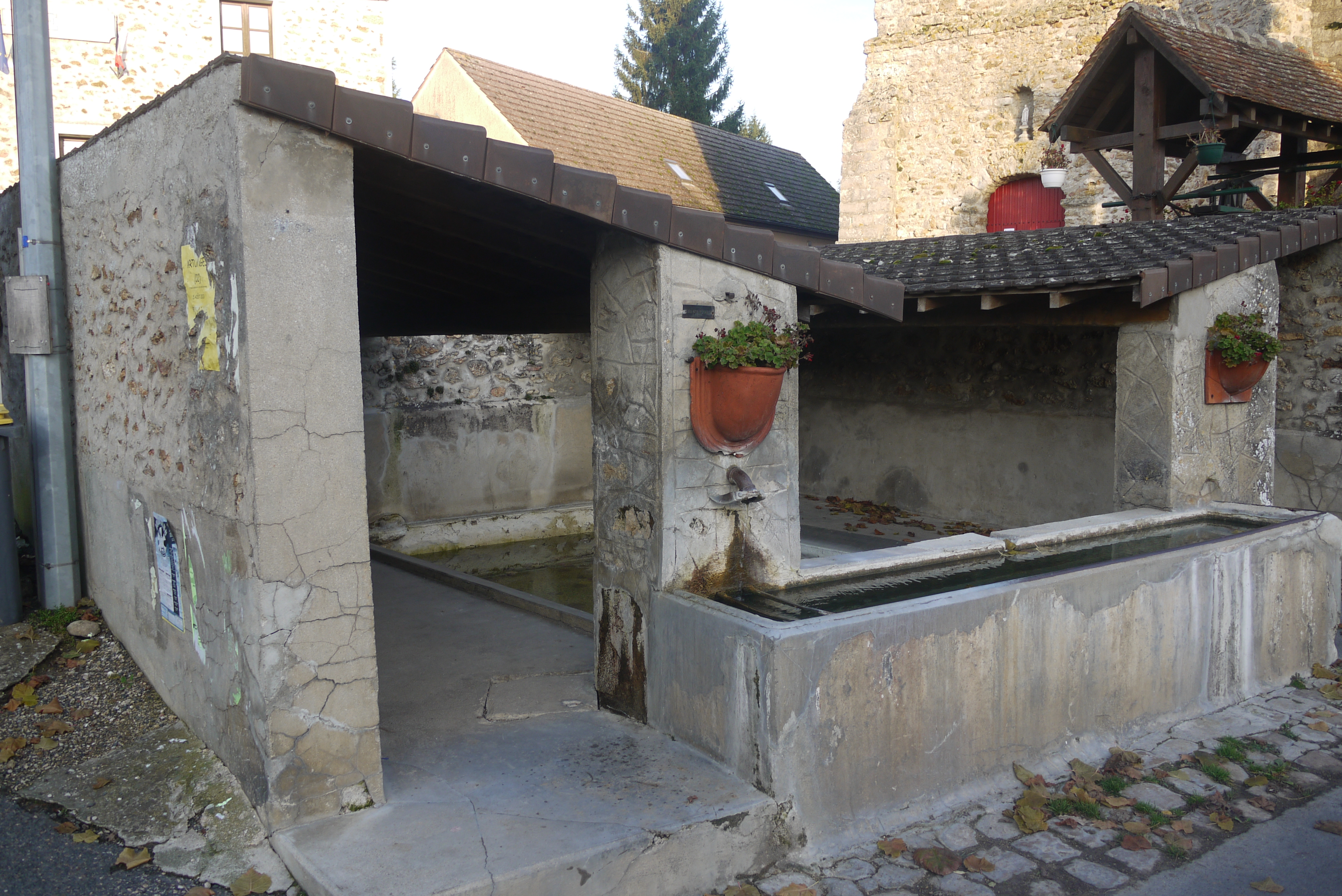
Waschhaus vor der Kirche